# Louis Auguste Victor de Ghaisne de Bourmont
Pour les articles homonymes, voir Bourmont.
 (mai 2024).
Si vous disposez d'ouvrages ou d'articles de référence ou si vous connaissez des sites web de qualité traitant du thème abordé ici, merci de compléter l'article en donnant les références utiles à sa vérifiabilité et en les liant à la section « Notes et références ».
Louis Auguste Victor de Ghaisne, comte de Bourmont, né le 2 septembre 1773 à Freigné et mort le 27 octobre 1846 dans la même ville, est un général français du Premier Empire, fait maréchal de France lors de la Restauration.
Il se distingue lors de la Chouannerie et comme commandant en chef de l'expédition d'Alger en 1830.

## Biographie

### Origines et jeunesse
Fils de Louis Marie Eugène de Ghaisne, seigneur de Bourmont, de Freigné et de la Cornouaille, capitaine de cavalerie, aide de camp du prince de Condé, lieutenant des maréchaux de France au comté de Nantes, et de Joséphine Sophie Marie de Coutances, il est issu d'une famille angevine originaire des Flandres[réf. nécessaire], qui avait donné plusieurs officiers à la France.
Il est élève de l'école royale militaire de Sorèze de 1787 à 1790. Il y fait la connaissance d'Henri de La Rochejaquelein, d'un an son aîné.

### La Révolution française

#### L'émigration
À 15 ans, le 12 octobre 1788, il entre au régiment des Gardes-Françaises avec le grade d'enseigne, assiste aux évènements du 14 juillet 1789 et à la mutinerie de son régiment le même jour. Le 31 août 1789, après le licenciement de ce corps, il retourne au château de Bourmont. À la fin de 1790, il émigre à Turin avec son père, menacé dans ses biens et dans sa vie. En 1791, il sert sur le Rhin comme aide de camp du prince de Condé.
Le 21 janvier 1791, son père meurt à Turin, il revient quelques mois en France auprès de sa mère, puis rejoint le comte d'Artois à Coblence. Le régiment des gardes françaises ayant été reformé dans cette ville sous le nom d'hommes d'armes à pied, Bourmont y est nommé sous-lieutenant.
En 1792, Bourmont participe à la campagne qui se termine par la bataille de Valmy et la retraite du duc de Brunswick. Au licenciement de l'armée des émigrés[réf. nécessaire], il rejoint sa mère à Bar-le-Duc, puis s'engage comme simple soldat dans l'armée du prince de Condé, participe en octobre 1793 à la bataille de Wissembourg, puis le 2 décembre, à la bataille de Berstheim[réf. nécessaire].
Ses biens sont confisqués et vendus comme biens nationaux.

#### La Chouannerie
En 1795, il obtient du prince de Condé la permission de venir combattre dans l'Ouest de la France où il sert d'abord comme agent de liaison entre l'insurrection et l'émigration. L'adjudant-général vicomte de Scépeaux lui donne le commandement en second de ses troupes et la fonction de major-général de l'Armée catholique et royale du Maine, d'Anjou et de la Haute-Bretagne.
Chargé par Scépeaux d'aller à l'armée de Condé solliciter la présence dans l'Ouest d'un prince de la famille de Bourbon, il s'acquitte de sa mission et revient dans l'Ouest peu après la bataille de Quiberon.
Au mois de janvier 1796, le vicomte de Scépeaux le charge d'aller en Angleterre exposer à Louis XVIII la situation des royalistes en France. Bourmont rencontre le comte d'Artois à Édimbourg, en même temps que le duc d'Angoulême. Il reçoit alors du comte d'Artois la croix de Saint-Louis.
Bourmont retourne dans le Maine ; la paix ayant été conclue avec les chefs royalistes, il demande au général Hoche la permission de retourner en Angleterre. Mais il est exclu des mesures de clémence accordées aux insurgés en tant qu'inscrit sur la liste des émigrés et est condamné à l'exil en Suisse où il est conduit sous escorte.
De la Suisse, il regagne l'Angleterre et prépare activement les élections du 21 mars 1797, s'occupant d'organiser la propagande royaliste dans les départements de l'Eure, de l'Orne et des Côtes du Nord.
Il se voit confier le commandement des troupes royalistes du Maine. À ce poste, il déploie une infatigable activité, organisant une campagne de propagande, dressant les plans d'une offensive, groupant ses hommes en « divisions », toutes formées sur un même modèle, précisant jusqu'au moindre détail. Débarqué en France en septembre 1799, Bourmont prend part à la troisième chouannerie (1799-1800) à la tête des chouans de la Mayenne, de la Sarthe, du Maine, du Perche et du pays chartrain, soit environ 8 000 hommes répartis en quinze légions. Le 2 octobre 1799, il bat une troupe républicaine à la bataille de la Hennerie. Puis le 15, il prend Le Mans, mais abandonne la ville quelques jours plus tard. Le 26, il est repoussé par les patriotes de Ballée (bataille de Ballée). Il se montre partisan de la poursuite de la guerre lors des négociations de Pouancé. Cependant, il est battu le 23 janvier 1800 à la bataille de Meslay. Il cesse alors toute hostilité et entre en négociations avec les républicains le 26 janvier. Le 4 février, il signe la paix à Angers.

### Le Consulat et l'Empire
Après la paix, Bourmont se rend à Paris, y épouse Juliette de Becdelièvre de La Bunelaye, fille du marquis Hilarion Anne François Philippe de Becdelièvre, ancien conseiller du roi en tous ses conseils et premier président à la Chambre des comptes de Bretagne, et de Marie Émilie Louise Victoire de Coutances, mais refusant de céder aux sollicitations du premier consul, qui lui offre le grade de général de division, il est déclaré suspect.

#### L'attentat de la rue Saint-Nicaise et le séjour au Portugal
Après l'attentat de la rue Saint-Nicaise du 24 décembre 1800, il n'est ni arrêté ni accusé publiquement de complicité avec les royalistes, mais, peu après, compris dans la catégorie des royalistes qui refusent de se rallier au gouvernement, il est arrêté sur ordre de Fouché le 14 janvier 1801 et enfermé au Temple, puis transféré à la citadelle de Besançon en juillet 1801. Bonaparte, tout en maintenant le séquestre sur l'ensemble de ses biens, lui refuse un exil en Louisiane et lui fait savoir qu'il veut l'expédier en Inde.
Après trois ans et demi de captivité, il s'évade dans la nuit du 2 au 3 août 1804 et part au Portugal.
Lorsque les Britanniques envahissent ce pays, il vient trouver Junot en 1808 et lui offre ses services. Ce dernier lui donne à exercer les fonctions de chef d'état-major de la division commandée par le général Loison.

#### Le retour en France (1808)
Après la convention de Cintra, Bourmont suit l'armée française et rentre avec sa famille en France, mais une tempête disperse la flotte et tandis que Junot arrive à La Rochelle, Bourmont arrive à la fin du mois d'octobre 1808 dans la baie de Quiberon ; il est arrêté et emprisonné à Nantes, en raison de son évasion de 1804. Grâce à l'intervention de Junot, il est libéré le 12 décembre mais reste sous la surveillance de Fouché.
Toujours privé de la jouissance de ses biens, il est alors assigné à résidence chez son beau-frère, le marquis de Vezins, à Vezins près de Cholet. Durant seize mois, il négocie avec le gouvernement, réclamant avec insistance sa liberté. Sur le conseil de Fouché, l'Empereur décide de l'éloigner de France en le nommant adjudant-commandant à l'armée de Naples.

#### L'armée impériale (1810-1814)
En mai 1810, une lettre de service de Clarke, ministre de la Guerre lui demande de rejoindre l'armée d'Italie à Naples.
Le 18 juin 1810, le Prince Eugène le nomme chef d’État Major de la 1re division de l'armée d'occupation.
D'un tempérament actif, il s'y morfond et se plaint amèrement du sort qui lui est réservé, tout congé pour revenir en France lui étant refusé de son arrivée à son départ pour la guerre (25 janvier 1812). Napoléon explique lui-même cette attitude du gouvernement dans une note du 19 janvier 1812 adressée au Ministre de la Guerre (duc de Feltre), alors que celui-ci envisage de nommer Bourmont commandant du département des Apennins : « Monsieur le duc de Feltre, vous aviez donné le commandement du département des Apennins à l'Adjudant Commandant Bourmont, c'est-à-dire à un ancien chef chouan. Cette mesure est ridicule. Cet officier ne devait pas être employé, ou du moins être employé de manière à être surveillé. Que voulez vous que pensent nos troupes d'être commandées par un tel homme ? ».
Le comte de Bourmont se conduit avec distinction dans l'affaire de Bagnara[réf. nécessaire], est envoyé à Milan près du vice-roi Joachim Murat qui le nomme chef d'état-major de la 2e division d'infanterie (général Broussier), puis à Innsbruck. Il est dès lors associé à toutes les opérations du 4e corps jusqu'à la campagne de Russie. Il voit dans la guerre l'occasion de retrouver enfin sa liberté pleine et entière, tout en servant son pays.
Durant les campagnes de 1813 et 1814, il effectue pour Napoléon Ier quelques missions importantes, reçoit la croix de la Légion d'honneur et est honorablement mentionné dans les rapports officiels de la bataille de Dresde. Au mois d'octobre 1813, il est nommé général de brigade à la suite de la bataille de Lützen, où il est atteint de deux blessures les 1er mai et 2 mai 1813. Les 20 et 21 mai 1813, il participe à celle de Bautzen. En octobre, à la bataille de Leipzig et au cours de la retraite qui suit, il se dépense sans compter dans des circonstances où il unit la bravoure au sang-froid. Lorsqu'il arrive à Bingen le 2 novembre, il ne lui reste plus que 300 hommes de sa brigade.
En février 1814, l'Empereur l'ayant laissé enfermé dans Nogent-sur-Seine avec un millier d'hommes, il résiste pendant deux jours (11 et 12 février) contre 20 000 Autrichiens. Cette défense lui vaut le grade de général de division.

#### La première Restauration
À la suite de l'abdication de Napoléon Ier au printemps 1814, jusqu'aux Cent-Jours en mars 1815, la Première Restauration est une période de l'histoire de France qui voit brièvement le retour de la dynastie des Bourbons sur le trône de France.
Bourmont est alors placé à la tête de la 6e division militaire.

#### Les Cent-Jours
Après le retour de Napoléon de l'île d'Elbe, l'ordre lui est donné de se joindre au maréchal Ney et il est témoin de la défection de ses troupes.
Bourmont se rend à Paris et se rallie à Napoléon, craignant pour l'indépendance de la France. Bien que royaliste, il veut combattre pour la France et cet ancien chouan soutient l'empereur tant qu'il ne combat pas explicitement les Bourbons. Il obtient le commandement de la 14e division du IVe corps d'armée commandé par le général Gérard, sur recommandation de ce dernier.
Mais tout change avec l'Acte additionnel aux Constitutions de l'Empire, publié par le Moniteur du 23 avril 1815, qui prononce la déchéance des « Bourbons ». Bourmont est des 320 militaires (contre 220 000) qui refusent cet acte additionnel. Dès lors, il estime que son devoir est de quitter l'armée impériale et d'aller à Gand où Louis XVIII avait constitué le gouvernement royal.
Dans la nuit du 14 au 15 juin, à 5 heures du matin, à la veille de la bataille de Ligny, trois jours avant Waterloo, Bourmont abandonne son commandement et déserte, avec son état-major et quatre hommes. Dans une lettre au général Gérard, son supérieur, qui avait insisté pour obtenir de Napoléon sa nomination, il donne les raisons de sa conduite : « Je ne veux pas contribuer à établir en France un despotisme sanglant qui perdrait mon pays, et il m'est démontré que ce despotisme serait le résultat certain des succès que nous pourrions obtenir. »
Bien qu'ayant promis à son chef une simple désertion, il trahit immédiatement en dévoilant au colonel Schutter qui l’accueille que Napoléon s’apprête à attaquer Charleroi, puis au général Hans Ernst Karl von Zieten que l’armée française a cent vingt-quatre mille hommes. Blücher lui adresse à peine la parole, indigné qu'un général puisse déserter au dernier instant, à la veille d'une bataille. Quand on lui fait remarquer que Bourmont porte la cocarde blanche, le général prussien s'emporte : « Qu'importe la cocarde, un jean-foutre sera toujours un jean-foutre ! » Cependant Wellington a affirmé, vingt ans plus tard, qu'il n'avait reçu aucune information de Bourmont et[réf. nécessaire] dans sa biographie de 1926, Gustave Gautherot s'attache à démontrer que son héros n'a trahi aucun des secrets militaires qu'il connaissait depuis la veille de sa désertion.
Après la bataille de Waterloo, Bourmont se rend auprès du roi qui lui donne le commandement de la frontière du Nord.

### La seconde Restauration

#### Au service des Bourbons
À la rentrée des armées alliées en France, à Lille en juin-juillet 1815 il est commandant « extraordinaire » de la 16e division militaire, il rallie à la cause royale les populations de la Flandre française, prend le contrôle de dix-sept villes : Lille, Dunkerque, Arras, Bapaume, etc., ferme leurs portes aux étrangers ; il préserve ainsi de l'occupation deux départements (Nord et Pas-de-Calais) et conserve à la France 4 000 canons, 40 000 fusils et 6 millions de francs[réf. nécessaire].
Il témoigne aux procès du maréchal Ney (décembre 1815) et du général Bonnaire et contribue par ses dépositions à la condamnation à mort du premier.
Louis XVIII le met à la tête de la deuxième division d'infanterie de la garde royale à Besançon en 1816, avec laquelle il accompagne le duc d'Angoulême en 1823, lors de la campagne en Espagne.
Au retour, il devient commandant en chef de l'armée et est fait pair de France le 9 octobre 1823, baron avec majorat (lettres patentes du 26 janvier 1828), puis gentilhomme de la chambre du roi.
Le 9 août 1829, il est nommé ministre de la Guerre dans le gouvernement Polignac.

#### L'expédition d'Alger (1830)

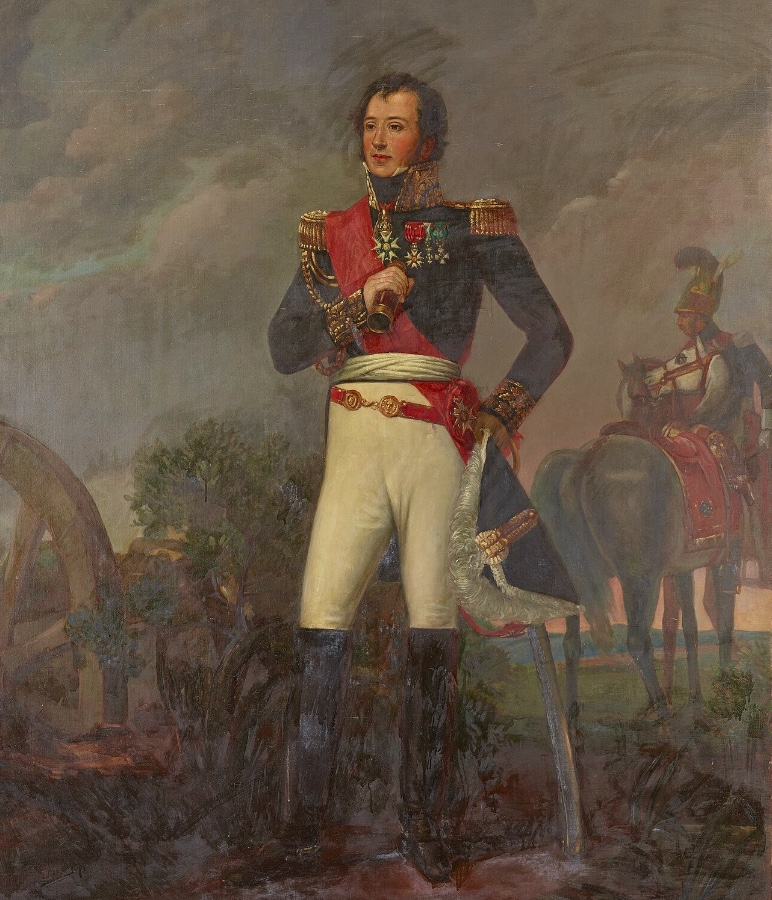
Portrait peint par Joseph Chabord

Nommé par le roi général en chef du corps expéditionnaire contre la régence d'Alger et dont il avait conçu et préparé le projet suivant précisément le plan établi en 1808 par l'officier du génie Vincent-Yves Boutin (envoyé sur place comme espion par Napoléon qui envisageait cette expédition), il débarque sur le sol algérien accompagné de ses quatre fils, le 14 juin 1830. L'armée aborde à Sidi-Ferruch, livre les 19 et 24 juin les deux batailles de Staoueli, et fait capituler Alger le 5 juillet. Il doit à ces évènements de n'être pas impliqué dans le procès des ministres après la révolution de Juillet. Pour ce fait d'armes, Charles X envoie à Bourmont le bâton de maréchal de France, mais cette distinction ne le console pas de la perte de son deuxième fils, Amédée, tué lors de la 2e bataille près de Sidi Khalef.
Avant que l'avenir de la Régence ne soit fixé, Bourmont va de l'avant, pousse jusqu'à Blida, fait occuper Bône et Oran dans la première quinzaine d'août. Le 11 août, le général Gérard, nouveau ministre de la Guerre, lui communique officiellement la nouvelle de la révolution de Juillet.

### La monarchie de Juillet
Le maréchal de Bourmont, ayant refusé de reconnaître Louis-Philippe comme roi et de lui prêter serment, fut considéré comme démissionnaire et remplacé, le 3 septembre, par le général Clauzel. Là aussi, sa fidélité à Charles X et aux « Bourbons » l'oblige à l'exil. Il montre toujours, à bientôt 60 ans, son attachement à une cause qu'il croit juste.
Le 3 septembre, le commandant Duperré lui ayant refusé un bâtiment français, Bourmont affrète à ses frais le brick autrichien l’Amatissimo et s'y embarque avec ses fils et « son seul trésor » : le cœur d'Amédée, mort au champ d'honneur, conservé dans une enveloppe de plomb. Puis, il fait voile en direction de l'Angleterre, afin de se joindre à l'exil de Charles X, qui l'accueille avec effusion.
En 1832, il se retire en Italie et conspire avec la duchesse de Berry, belle-fille de l'ancien roi, en tentant de ranimer la guerre de Vendée afin d'établir sur le trône de France le prétendant « Henri V », duc de Bordeaux, fils de cette dernière.
Puis il passe au Portugal et en Espagne où il soutient successivement les causes de Michel Ier de Portugal dont il commande l'armée, et du prétendant « Charles V » d'Espagne ; il est condamné à mort par contumace en 1833. Le gouvernement lui applique les dispositions du code concernant les Français qui servent en pays étrangers sans autorisation. Bourmont perd alors sa nationalité française et fixe sa résidence en Allemagne.
Autorisé à revenir en France en 1840, ce fidèle royaliste a tout fait pour servir les représentants de la dynastie aînée. Toujours privé de ses droits civiques, il meurt le 27 octobre 1846 dans son château de Bourmont, où il était né.

## État de services
- Enseigne surnuméraire (à 15 ans) au régiment des Gardes-Françaises le 12 octobre 1788 ;
- Licencié avec traitement d'activité le 31 août 1789 ;
- Émigré en 1791, entré à cette époque comme sous-lieutenant dans les hommes d'armes à pieds jusqu'à fin 1792 ;
- entré dans la compagnie noble de l'armée de Condé en septembre 1793 ;
- passé à l'armée catholique et royale du Maine, d'Anjou et de la Haute-Bretagne le 16 février 1795 ;
- major général de l'armée de Scépaux, chargé de diverses commandements et l'un des commissaires de l'armée royale qui signèrent la paix le 4 février 1800 ;
- arrêté et incarcéré au Temple le 18 janvier 1801 ;
- transféré à la Citadelle de Besançon le 11 juillet 1801 ;
- évadé le 3 août 1804, officier d'ordonnance du duc d'Abrantès en 1804 ;
- arrêté le 3 octobre 1808 de nouveau et détenu à la prison du Bouffay de Nantes ;
- élargi le 3 février 1809 ;
- adjudant-commandant, employé à l'armée de Naples le 24 avril 1810 ;
- chef d'État Major de l'armée d'occupation le 18 juin 1810 ;
- employé au corps d'observation d'Italie le 17 janvier 1812 ;
- au corps de la Grande Armée le 6 avril 1812 ;
- au 11e corps d'armée le 3 avril 1813 ;
- général de Brigade le 28 septembre 1813 au 11e corps d'armée ;
- employé dans la 1re division militaire de réserve de Paris le 16 janvier 1814 ;
- général de division le 13 février 1814 ;
- commandant la 6e division militaire le 20 mai 1814 ;
- commandant de la 1re subdivision de la 6e division militaire le 7 janvier 1815 ;
- mis à la disposition de Monseigneur le duc de Berry le 7 mars 1815 ;
- remplacé dans la 6e division militaire et disponible le 22 mars 1815 ;
- commandant la 3e division du 4e corps d'observation le 1er avril 1815 ;
- rejoint l'armée royale en Belgique le 15 juin 1815 ;
- commandant extraordinaire de la 16e division militaire le 21 juin 1815 ;
- commandant la 2e division d'infanterie de la garde royale le 8 septembre 1815 ;
- membre du comité d'infanterie (cession 1821) le 7 novembre 1821 ;
- commandant la division d'infanterie de la garde royale de l'armée des Pyrénées le 16 février 1823 ;
- commandant la 2e colonne mobile détachée en Andalousie le 2 juin 1823 ;
- commandant la division d'occupation de Cadix le 7 octobre 1823 ;
- commandant en chef l'armée d'occupation d'Espagne le 6 novembre 1823 ;
- autorisée à reprendre le commandement de la 2e division d'infanterie de la garde royale le 17 avril 1824 ;
- président de la commission des secours à accorder aux vendéens le 18 janvier 1825 ;
- membre du conseil supérieur de la guerre le 17 février 1828 ;
- ministre secrétaire d'état à la guerre le 8 août 1829 ;
- Commandant en chef l'armée d'expédition d'Afrique le 11 avril 1830.

## Campagnes
- au régiment des gardes-françaises (1788-1789)
- dans l'armée des émigrés (1792)
- dans l'armée de condé (1793)
- aux armées royales de l'intérieur (1795-1799)
- en Portugal (1808)
- à Naples (1810-1812)
- dans la grande armée (1812)
- en France (1814)
- en France (1815), pour Louis XVIII lors de la seconde restauration.
- en Espagne (1823)
- d'Algerie (1830)

## Décorations
- Chevalier de Saint-Louis (13 mai 1796)
- Chevalier de la Légion d'honneur (4 mai 1813)
- Commandeur de la Légion d'honneur (23 août 1814)
- Commandeur de Saint-Louis (24 août 1817)
- Grand officier de la Légion d'honneur (24 août 1820)
- Grand-croix de la Légion d'honneur (23 mai 1825)
- Décoration du Lys

## Distinctions
- Pair de France (9 octobre 1823)
- Gentilhomme de la chambre du roi (17 février 1828)
- Membre du conseil supérieur de la guerre (17 février 1828)
- Ministre de la Guerre dans le Ministère Jules de Polignac (8 août 1829)
- Commandant en chef l'armée d'expédition d'Afrique (11 avril 1830)
- Maréchal de France (14 juillet 1830)

## Armoiries
| Figure | Blasonnement |
|        | Armes du comte de Bourmont, baron-pair héréditaire (9 octobre 1823), Grand'croix de la Légion d'honneur (23 mai 1825), maréchal de France (14 juillet 1830) Écartelé, aux 1 et 4 vairés d'or et d'azur, qui est de Ghaisne, au franc quartier de sable au chef d'argent, qui est Gand ; aux 2 et 3 fascés de vair et de gueules de six pièces, qui est Coucy. |